# Termes, Ardennes
Termes är en kommun i departementet Ardennes i regionen Grand Est (tidigare regionen Champagne-Ardenne) i nordöstra Frankrike. Kommunen ligger  i kantonen Grandpré som ligger i arrondissementet Vouziers. År 2018 hade Termes 126 invånare.

## Befolkningsutveckling
Antalet invånare i kommunen Termes
Referens: INSEE